# Dème d'Árgos
Le dème d'Árgos, en grec moderne : Δήμος Άργους/ Dímos Árgous, est un ancien dème du  district régional d’Argolide, en Grèce. Depuis 2010, il est fusionné au sein du dème d'Argos-Mycènes.
Selon le recensement de 2011, la population du dème compte 27 050 habitants tandis que celle de la ville du même nom, siège du dème, s'élève à 22 209 habitants.